# Religionsanthropologie
Das Fach Religionsanthropologie ist eine Ende der 1980er Jahre von Julien Ries und anderen begründete Unterabteilung der Religionswissenschaft. Sie befasst sich insbesondere mit religiösen Grundphänomenen wie das Heilige, Glaube, Mythos, Transzendenz, Riten oder Symbole sowie mit den damit zusammenhängenden kognitiven und unbewussten Prozessen und ihrer anthropogenetischen Entstehung und Ausformung unter verschiedenen kulturellen Rahmenbedingungen.

## Abgrenzungen
Das System der Religionswissenschaft ist komplex, und im Laufe der Zeit haben sich oft aus anderen Wissenschaften kommend verschiedene Teilgebiete entwickelt, mit jeweils verschiedenen Ansatzpunkten, die sich mit unterschiedlichen Aspekten von Religion beschäftigen oder aber dieselben Aspekte aus unterschiedlichen Blickwinkeln untersuchen:
- Die Religionssoziologie, wie sie von Max Weber zu Beginn des 20. Jahrhunderts als Teilgebiet der Soziologie begründet wurde, befasst sich im Unterschied zur Religionsanthropologie weniger mit der Rolle von Religion im Individuum in seiner anthropologischen und historischen Entwicklung. Ihr Forschungsgegenstand sind vielmehr vorwiegend soziale Gruppen und Gesellschaften und ihre formativen Beziehungen zur Religion. Die Betrachtungsrichtung ist also zu der der Religionsanthropologie gegenläufig (Gesellschaft → Individuum, nicht Individuum → Gesellschaft).[2]
- Die Kulturanthropologie[3] steht ebenfalls der Soziologie, vor allem aber der Ethnologie und Volkskunde nahe. Sie schließt aus der vergleichenden Betrachtung aller empirisch erfassbarer Möglichkeiten der menschlichen Kulturgestaltung auf den Menschen als kulturfähiges Wesen insgesamt zurück. Sie geht somit weit über den Bereich der Religion hinaus, obgleich sie diese als zentrale Kulturleistung ebenfalls als Phänomen mit untersucht, jedoch in universellen Kontexten wie bei Leo Frobenius, Bertrand Russell oder Oswald Spengler oder im Rahmen spezieller Fragestellungen wie bei Samuel P. Huntington.[4]
- Zahlreiche Berührungspunkte gibt es hingegen zur Religionsphänomenologie, soweit diese sich mit individuellen Grundphänomenen des Religiösen und ihrer Beziehungen zueinander beschäftigt, also Fragen wie das Heilige und religiöse Vorstellungswelten wie Gottesglaube, Urzeit, Endzeit oder Jenseits untersucht, wobei in der Religionsanthropologie allerdings der Mensch in seiner geistigen Entwicklung im Mittelpunkt der Betrachtungen steht und nicht das Phänomen als solches.[5]
- Ganz ähnlich gestaltet sich das Verhältnis zur Religionspsychologie, die sich jedoch mit dem anthropologischen Aspekt in seiner zeitlichen Entwicklung nur am Rande beschäftigt (etwa beim Archetypus) und sich auf den Ist-Zustand konzentriert, wobei vor allem mit den praktischen Mitteln der Psychologie und Tiefenpsychologie gearbeitet wird, etwa bei der Untersuchung des Gewissensproblems.[6]
- Die Religionsgeschichte wiederum konzentriert sich auf die äußeren und inneren Abläufe der historischen Entwicklungen von Religionen, auf spezifische Phänomene und Formen, die dabei auch morphologisch auftreten, sowie auf ökonomische, politische und gesellschaftliche Rahmenbedingungen, die dabei jeweils zu beobachten sind oder waren.[7]
- Entsprechend untersucht die Religionsethnologie die Erscheinungsformen von Religion bei unterschiedlichen Völkern der jüngeren und neuen Geschichte und ist entsprechend auch ein Teilgebiet der Ethnologie. Ihr spezielles Interesse gilt den Religionen der schriftlosen Völker, wobei vor allem die Mittel der ethnologischen Feldforschung eingesetzt werden.[8]
- Die Religionsphilosophie schließlich ist eine Subdisziplin der Philosophie und versucht eine philosophische Durchdringung des Phänomens Religion, obwohl Religion und Philosophie vor allem in alten Kulturen oft schwer zu trennen sind und solche Interpretationen von den zeitlich schwankenden Gesetzen der Hermeneutik besonders beeinflusst werden, wie sie etwa der Hermeneutische Zirkel umschreibt.[9]
- Nicht verwechselt werden darf die Religionsanthropologie hingegen mit der Theologischen Anthropologie, die den Menschen im Rahmen der christlichen Glaubenslehre und seiner Gottebenbildlichkeit deutet und mit der Christologie eng verbunden ist.[10]
- Die Religionstheologie wiederum ist Bestandteil der christlichen bzw. katholischen Systematischen Theologie, dort ist sie bei der Fundamentaltheologie angesiedelt.

## Entstehung und Forschungsgegenstand
Als Mitbegründer gilt Julien Ries, der mit der ab 1989 erschienenen zehnbändigen Reihe „Abhandlung über die Anthropologie des Heiligen (Treatise on the Anthropology of the Sacred)“, zusammen mit über 50 Gelehrten aus der gesamten Welt entscheidend zur Entstehung des Faches in seiner modernen Form beigetragen hat.
In der Religionsanthropologie werden Religionsgeschichte, Geschichte, Kulturgeschichte, Vorgeschichte und Paläoanthropologie, Ethnologie und Soziologie eng miteinander verknüpft. Im Zentrum des Interesses stehen dabei das Phänomen des Heiligen und die Anthropologie des Homo religiosus sowie die Rolle, die die Entwicklung des menschlichen Bewusstseins vor allem bei der Entdeckung der Transzendenz dabei spielte. Mythos und Symbol des so genannten Homo symbolicus, Ritus und Strukturen religiösen Verhaltens sind in diesem Zusammenhang ebenfalls wesentliche Themenkomplexe.
Im Unterschied zur thematisch ähnlichen Religionsphänomenologie beschäftigt sich die Religionsanthropologie nicht so sehr mit den abstrakten Phänomenen eines Edmund Husserl, sondern mit ganz konkreten menschlichen Vorgängen, insbesondere mit den frühesten Befunden etwa der Paläoanthropologie, der Archäologie sowie den Ergebnissen der Psychologie und Tiefenpsychologie, und hier insbesondere mit den Ergebnissen der Bewusstseinsforschung. Entsprechend sind Sigmund Freud (etwa in „Totem und Tabu“) und C. G. Jung (z. B. in seiner Archetypenlehre) mit ihren religionspsychologischen Untersuchungen auch wichtiger Vorläufer gewesen, desgleichen Mircea Eliade mit seinen religionsethnologischen Untersuchungen. Julien Ries notiert dazu in „Ursprung der Religionen“:

„Der hermeneutische Ansatz führt den Historiker zur Begegnung mit dem Urheber dieser Tatsachen (Anm.: religiöse Phänomene in ihrer Funktion als Bedeutungsträger), das heißt dem Menschen selbst. Das bedeutet, dass die Hermeneutik die Intervention der Religionsanthropologie fordert. Diese hat in der Tat die Aufgabe, sich mit dem Menschen in seiner Eigenschaft als Schöpfer und Verwender der gesamten sakralen Symbolik zu beschäftigen. Die erst vor kurzem entstandene Religionsanthropologie gehört zur Anthropologie der symbolischen Systeme, mit denen sich die Arbeiten von C. G. Jung, Henry Corbin, Georges Dumézil, Mircea Eliade, André Leroi-Gourhan und Georges Durand beschäftigten“

## Definition und hauptsächliche Forschungsbereiche
In enger Verbindung mit Religionsgeschichte, vor allem hinsichtlich ihrer frühesten und frühen Phasen, mit Religionssoziologie und Religionspsychologie beschreibt die Religionsanthropologie die Bedingungen religiösen Erlebens im gläubigen Individuum sowie die Wechselwirkungen zwischen diesem, Gesellschaft und Glaubensgemeinschaft.
In der von Julien Ries mit herausgegebenen 10-bändigen Abhandlung über die „Anthropologie des Heiligen“ sind einige der Themen paradigmatisch präsent:
1. Ursprünge und Repräsentanz des Homo religiosus, 2. Der indoeuropäische Mensch und das Heilige, 3. Die Mittelmeerkulturen und das Heilige, 4. Der religiös Glaubende in der jüdischen, muslimischen und christlichen Religion, 5. Krise, Brüche und Veränderungen, 6. Eingeborenenkulturen in Zentral- und Südamerika, 7. Die Kulturen und Religionen amerikanischer Eingeborenen, 8. Japan. Die großen Religionen im Fernen Osten, 9. China. Die großen Religionen im Fernen Osten, 10. Metamorphosen des Heiligen.

Ries definiert wie folgt:

„Die Religionsanthropologie untersucht den Menschen in seiner Eigenschaft als Schöpfer und Verwender der symbolischen Gesamtheit des Sakralen insofern, als damit religiöse Überzeugungen zum Ausdruck kommen, die sein Leben und sein Verhalten bestimmen. Parallel zur speziellen Religionsanthropologie, die sich mit jeder einzelnen Religion beschäftigt (Hinduismus, Buddhismus, Judentum, Islam, Christentum) entwickelt sich eine Anthropologie, die sich mit dem Homo religiosus und seinem Verhalten während der Erfahrung des Sakralen beschäftigt.“

Insgesamt untersuchen Religionsanthropologen in der eigenen und in fremden Gesellschaften vor allem die im Folgenden auf der Grundlage der wichtigsten Interpretationen von Julien Ries und anderen kurz beschriebenen Phänomene und Aspekte und ihre Entwicklung.

### Alltagsreligiosität und Strukturen religiösen Verhaltens
Die Alltagsreligiosität umschreibt in allen Religionen die praktischen Erscheinungsformen der täglichen religiösen Praxis insgesamt, also Gebete, Opfer, Rituale usw. und zeigt enge Beziehungen zum Brauchtum. Besonders hier ergeben sich starke Überschneidungen zu den anderen Subdisziplinen der Religionswissenschaft, aber auch zur Volkskunde, Ethnologie und zur Psychologie allgemein, zumal der Forschungsgegenstand hier relativ unspezifisch und breit gefächert ist. Dabei gibt es auch Berührungen mit kirchenpolitischen Problemstellungen (vergleiche dazu das Zeit-Interview mit dem jüdischen Religionsanthropologen Richard Sosis).
Die Grundstrukturen religiösen Verhaltens bilden jedoch die Basis jeglicher Alltagsreligiosität und sind damit wichtiger Forschungsgegenstand der Religionsanthropologie. Dabei ergeben sich religionsanthropologisch drei Hauptaspekte:
1. Der Komplex Bild, Symbol und Kreativität: Der Raum für symbolhafte Erfahrungen öffnet sich über Bilder, die von Objekten der Außenwelt stammen, zum Beispiel Himmel, Sonne, Sterne, Tiere, Pflanzen, Berge usw. Nach Eliade funktioniert das Symbol nicht mit Objekten, sondern mit Bildern. Diese Bilder wiederum wirken auf das Bewusstsein und aktivieren Urbilder (Archetypen), also uranfängliche Muster, die im individuellen und kollektiven Unbewussten existieren als offenbar angeborene standardisierte neuronale Muster, die sich evolutionär im Zusammenhang mit der Entwicklung kognitiver Fähigkeiten entwickelten und ähnlich wie andere Eigenschaften des Menschen als günstige Faktoren im Genom verankert wurden.[17] Werden diese so archetypisch verankerten Symbole angesprochen, aktivieren sie wiederum psychische Kräfte aus dem Unbewussten, und das Bewusstsein beginnt nach den Entsprechungen und Wurzeln zu suchen, die mit den Archetypen korrelieren. Kreativität entsteht durch diese Dynamik aus der Einheit des Urbildes, das aus ihrem Zentrum heraus expandiert.
2. Vorstellungswelt: Damit gemeint ist die Gesamtheit der Bilder und ihrer Beziehungen, die im Homo sapiens auf diese Weise entstanden sind. Sie ist durch einen ordnenden Dynamismus geprägt, der auf der Basis der ursprünglichen Einheit und im Rahmen der bestehenden und darauf rückwirkenden Umweltbedingungen nach Systematik sucht. Es entwickelt sich ein unaufhörlicher Austausch zwischen beiden Ebenen: der der subjektiven Aneignung und der der objektiven Anregungen und Forderungen, die dem kosmischen und realen Umfeld entstammen. Damit sind im menschlichen Seelenleben stets zwei Faktoren wirksam: das Seelenleben selbst und seine Mechanismen, welche das Bild des Objektes in sich aufnehmen und interpretieren und die Reaktionen der objektiven Umwelt, die das Seelenleben beeinflussen.
3. Der dritte Hauptfaktor ist nach Ries die Initiation: Sie gewährt erst einen Zugang zum religiösen Erbe, das sich in Jahrtausenden gebildet hat und im kollektiven Gedächtnis erhalten geblieben ist. Die Initiation ist eine Offenbarung, die zur Teilhabe an diesem Erbe und seinen Weisheiten führt. Es umfasst Mythen, Symbole, Riten, Glaubensinhalte, Ideen und Vorstellungen, heilige Schriften, Tempel und Heiligtümer und ist sowohl religiöses wie kulturelles Erbe. Die Initiations-Tradition ist mit ihren sozialen, kulturellen und religiösen Strukturen für den Homo religiosus unabdingbar, denn sie ermöglicht ihm erst, neue Erfahrungen des Sakralen zu erleben. Entsprechend sind Initiationen weltweit in allen Religionen präsent und bilden einen zentralen Teil des rituellen Bestandes vor allem als Übergangsriten wie Geburt, Beschneidung oder Taufe, Mannbarkeit, bei Bestattungen, Heiraten usw.

### Entstehen und Wirken religiöser Symbolik

Eines der bekanntesten Symbole ist das taoistische Yin und Yang, das die kosmologische Dualität umschreibt

Es gibt mehrere Definitionen des Begriffes Symbol. Beispiele: 1. Ein konkretes Zeichen, das durch eine natürliche Beziehung etwas Abwesendes oder etwas Anderes wachruft, das man nicht wahrnehmen kann. (André Lalande); 2. Das Symbol ist ein Abbild, das einen geheimen Sinn hervortreten lässt, es ist die Epiphanie eines Mysteriums. (Georges Durand); 3. Die sichtbare Darstellung von etwas Unsichtbarem. (Natale Spineto); 4. Eine spezifische Art von Zeichen, das seine Bedeutung assoziativ zur Anschauung bringt.; 5. Symbolik umschreibt dabei den Sinnbildgehalt einer Darstellung, oder einen durch Symbole dargestellten Sinngehalt.

Religionsanthropologisch haben Symbole vor allem drei Funktionen:
1. Eine biologische: Bilder, die von Gegenständen und Handlungen ausgehen, führen im Bewusstsein eine Einheitlichkeit ein, die wiederum zu einer schöpferischen Dynamik führt. Alle Kulturleistungen beruhen darauf. Über das Symbol spricht die Welt mit dem Menschen und enthüllt die sonst nicht erkennbaren Modalitäten des Realen.
2. Das Symbol hat eine wichtige Funktion im menschlichen Seelenleben, denn es stellt eine Verbindung zwischen Bewusstem und Unbewusstem her und verleiht dem Bewusstsein die Kraft, das Unbewusste zu leiten und bis zur Wurzel der Archetypen vorzudringen, also den universal gültigen Bildern nach C. G. Jung.
3. Das Symbol gibt dem Bewusstsein auch das Mittel, eine Verbindung zum „Überbewussten“ herzustellen,[22] was für den Menschen die Entdeckung der Transzendenz bedeutet und ihn als Homo religiosus kennzeichnet.

Da jedes Symbol drei Elemente enthält, das Unsichtbare, das dessen Erscheinung vermittelnde Medium und das Sakrale, spielt es auch für die Hierophanie eine zentrale Rolle. Durch den Mittler (Stein, Baum, Tier, Mensch etc.) als sichtbaren Teil vollzieht sich die Erscheinung des Unsichtbaren, die Offenbarung des Heiligen. Nach Eliade sind Struktur und Funktion der Symbole  grundlegende Gegebenheiten für die Erfahrung des Heiligen.

Symbolische Zeichen lassen sich allerdings nur entschlüsseln, wenn sie entweder hinreichend eindeutig sind oder wenn man die religiösen Hintergründe kennt, auf die sie sich beziehen. André Leroi-Gourhan hat diesen allerdings spekulativen und umstrittenen Versuch für die Symbole der Frankokantabrischen Höhlenkunst unternommen, wo er sie in männliche und weibliche einteilt. Fehlt die Kenntnis diese Hintergründe aber, ist die wichtigste Feststellung, dass diese Symbole überhaupt vorhanden sind und damit Rückschlüsse auf die generelle Funktion des damaligen menschlichen Verstandes und Seelenlebens zulassen.

### Glaubenssysteme, Mythen und Mythogramme

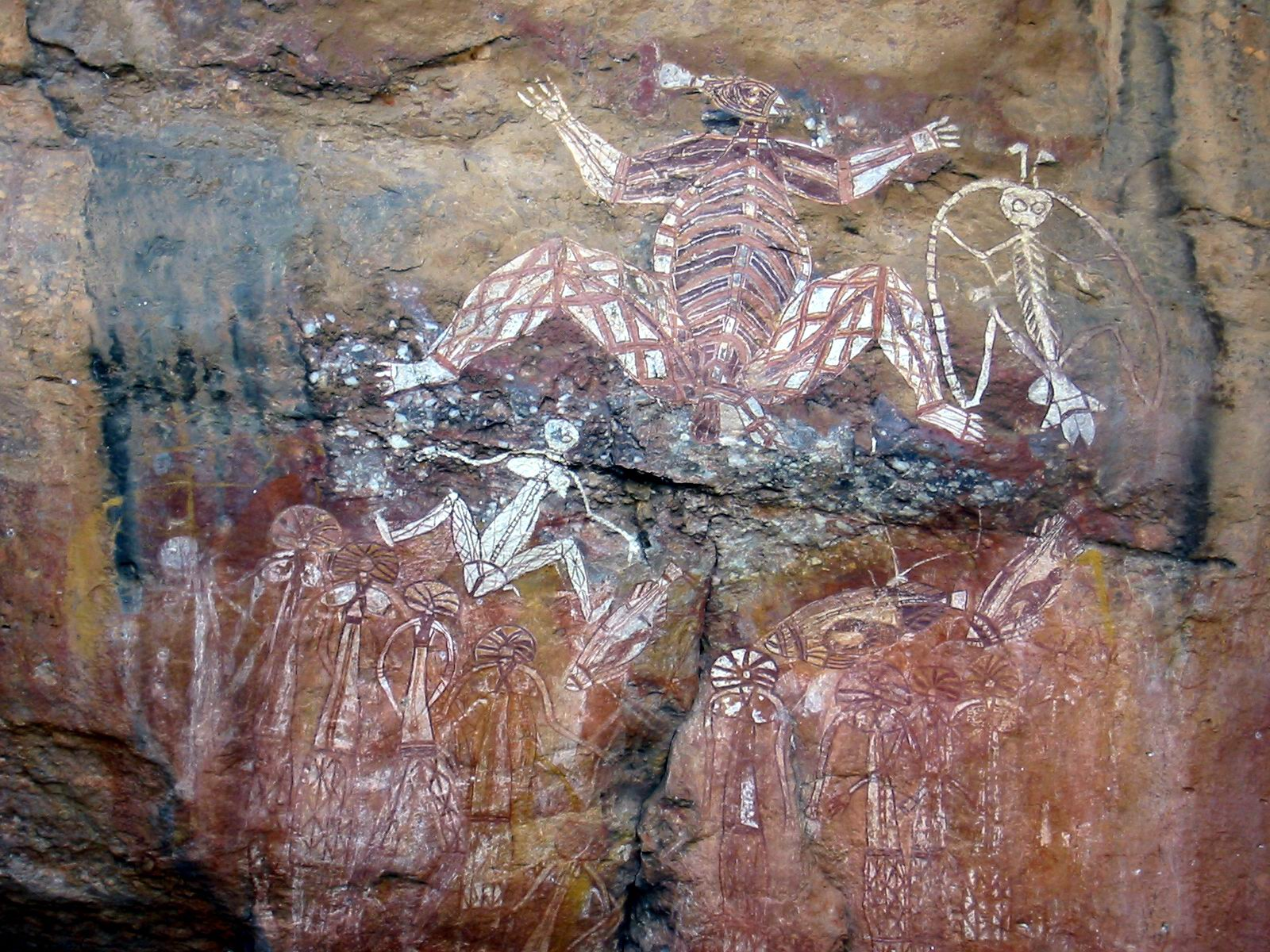
Felsmalerei der Aborigines Australiens, Anbangbang-Abri, Kakadu-Nationalpark, Australien. Sie zeigt im Röntgenstil Namondjok, einen mythischen Ahnen, mit seiner Frau Barrginj darunter. Rechts der Blitzmann Namarrgon, darunter eine Gruppe Frauen und Männer mit zeremonieller Haartracht. Eine Darstellung der Traumzeit, in der die Verbindung zwischen Jetztzeit und mythischer Ahnenzeit gezeigt werden soll.

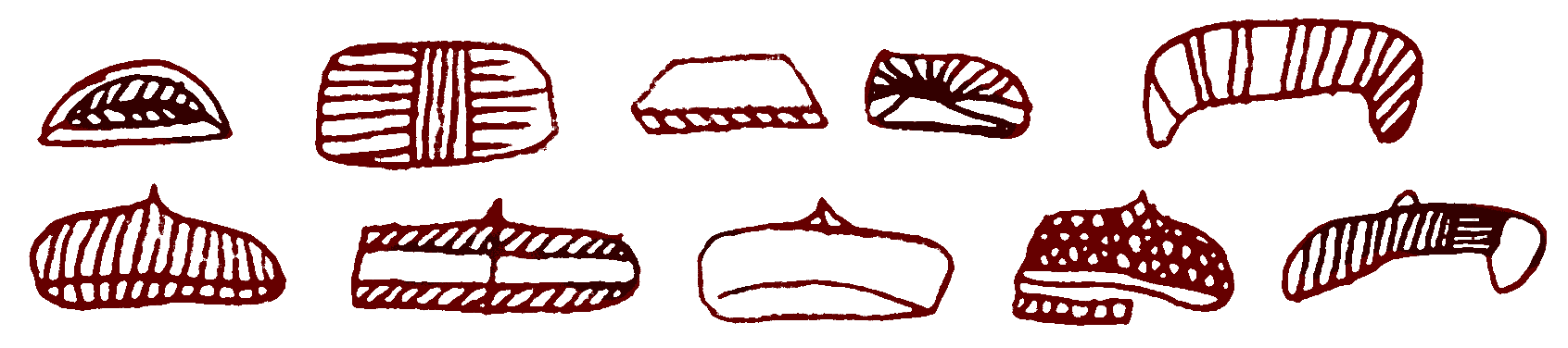
Mythogramme aus der nordspanischen La-Pasiega-Höhle, sogenannte Tectiforme

Beim Mythos handelt es sich um „eine Geschichte, über Ereignisse, welche die Ursprünge betreffen und in der das Einbrechen des Sakralen in diese Welt beschrieben ist. Die Geschichte hat die Aufgabe, den Menschen Modelle für die Führung des eigenen Lebens zu liefern. Der Mythos stellt als Sinnträger Denk- und Handlungsmuster dar, die es dem Menschen erlauben, sich in der Welt zurechtzufinden. Er ist eine heilige und exemplarische Geschichte für das Leben der Menschen und der Völker.“ Mythen haben eine symbolische Struktur, und es ergeben sich drei religionsanthropologische Aspekte:
1. Mit ihrer Hilfe interpretiert der Mensch die Beziehungen zwischen der aktuellen Zeit und der Zeit der Anfänge, die meist als Goldenes Zeitalter dargestellt werden.
2. Die Wiederherstellung dieses Goldenen Zeitalters oder die Sehnsucht danach wiederum ist Grundlage der menschlichen rituellen Bemühungen, eine Verbindung dazu wiederherzustellen.
3. Der Mythos bestimmt durch seine Botschaften das Verhalten der Menschen im täglichen Leben durch Nachahmung von Vorbildern, die wiederum auf Archetypen beruhen. So verliehen etwa Agrarmythen beim Neujahrsfest der Natur und Vegetation Leben und waren Ursprung der Fruchtbarkeit.

Das Mythogramm (Ries) ist ein „für das Jungpaläolithikum charakteristisches System der Darstellung, das ohne erzählenden Duktus eine Botschaft vermittelt. Die Botschaft benötigte einen Schlüssel, das heißt die Erzählung eines Mythos, dessen Elemente wir verloren haben. Die Mythogramme stellen das Wesen der Struktur der Frankokantabrischen Höhlenmalereien dar“, in der sie erstmal vermehrt auftauchen. Mythogramme sind somit Zeichen von existierenden Mythen, die auf existierende Glaubenssysteme verweisen.

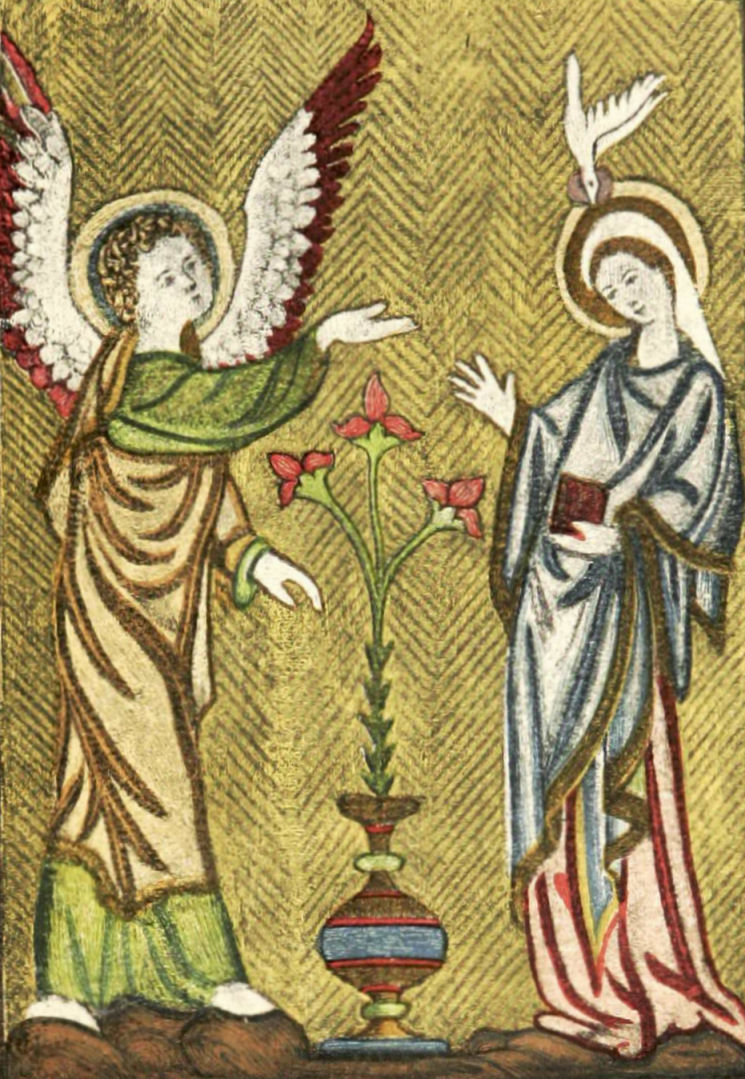
Verkündigung Mariens (Stickerei, 13. Jh., Darst. des Hl. Geistes und der Unschuld als Lilie). Die Lilie kann aber auch alleine als Mythogramm auftreten und damit die hier dargestellte Geschichte beinhalten, deren Kenntnis vorausgesetzt wurde. Die Taube über Maria ist ein weiteres, hier den Heiligen Geist als „Zeugungsvater“ Jesu symbolisierendes, Mythogramm.

Glaubenssysteme beinhalten stets solche Mythen und auf sie bezogene Mythogramme, im mittelalterlichen Christentum ikonographisch etwa die Lilie als Symbol der Jungfräulichkeit Marias und damit Mythogramm der biblischen Geschichte von der Verkündigung Mariä. Die Systematisierung eines Glaubens, das heißt die letztlich auch machtpolitisch relevante Verknüpfung von Mythen, ist allerdings typisch für entwickeltere Kulturen und Hochkulturen und dem Wesen nach Gegenstand der Religionssoziologie. Die Hierophanie und Epiphanie münden hier in die Theophanie.

### Aufbau und das Funktionieren von Ritualen und Institutionen
Der Ritus (Ritual und Ritus werden in der Religionswissenschaft weitgehend synonym verwendet) steht im Schnittpunkt von Mensch, Kultur, Gesellschaft und Religion und ist eine Handlung, die der Geist erdacht, der Wille entschieden und der Körper mit Hilfe von Worten und Gesten ausgeführt hat. Er hat seinen Platz im Kontext einer Gesamtheit von Hierophanien und hängt mit der mittelbaren Erfahrung des Übernatürlichen zusammen. Er versucht eine Verbindung mit einer Realität herzustellen, die über diese direkt erfahrbare Welt hinaus reicht. Die rituelle Handlung ist stets an eine Symbolstruktur gebunden, mit deren Hilfe der Mensch den Übergang vom Bedeutungsträger zum Bedeuteten bewerkstelligt, vom Zeichen zum Sein.
Es ergeben sich drei Grundbedeutungen:
1. Ritus drückt auf der Grundlage archetypischer Urbilder, wie sie C. G. Jung konzipiert hat, mit Hilfe einer Symbolsprache grundlegende Gegebenheiten des Lebens aus. Nach Mircea Eliade kann man aber auch ohne Rückgriff auf das kollektive Unbewusste von einem „Urmodell“ sprechen, wie es sich schon in den ersten Religionen des Nahen Ostens manifestierte. Dabei wird eine reale Gegebenheit, ein Objekt usw. durch Rückgriff auf das himmlische Modell sakralisiert. Jedes irdische Phänomen entspricht einer himmlischen Realität. Maße von Bauten und Tempeln, regionale Bezeichnungen, Handlungsabläufe usw. erhalten so kosmische Bezüge.
2. Die zweite archetypische Komponente manifestiert sich in der Symbolik des Zentrums: kosmischer Berg, Erdmitte, sakraler Raum, Weltenbaum, Fluss der Unterwelt.
3. Die dritte Komponente ist das göttliche Vorbild, das der Mensch nachahmen muss. Fruchtbarkeitsriten sind ein Beispiel dafür, sie bewirken durch Einhaltung der sakralen Riten Wachsen und Gedeihen.

Durch die Rituale erlebten die Menschen eine Erfahrung des Sakralen in Beziehung zur göttlichen Welt. Dabei gilt es einen wesentlichen Unterschied zwischen magischen und religiösen Ritualen zu beachten: Die Magie wird vom Wunsch nach Beherrschung mit Hilfe bestimmter kosmischer Kräfte beherrscht, während sich die Religion der Transzendenz zuwendet. Religiöse Riten sind im Kontext der Hierophanie wirksam, während magische Riten Kräfte zu Hilfe rufen, die keine Beziehung zum Sakralen haben (vergleiche dazu auch Schamanismus).

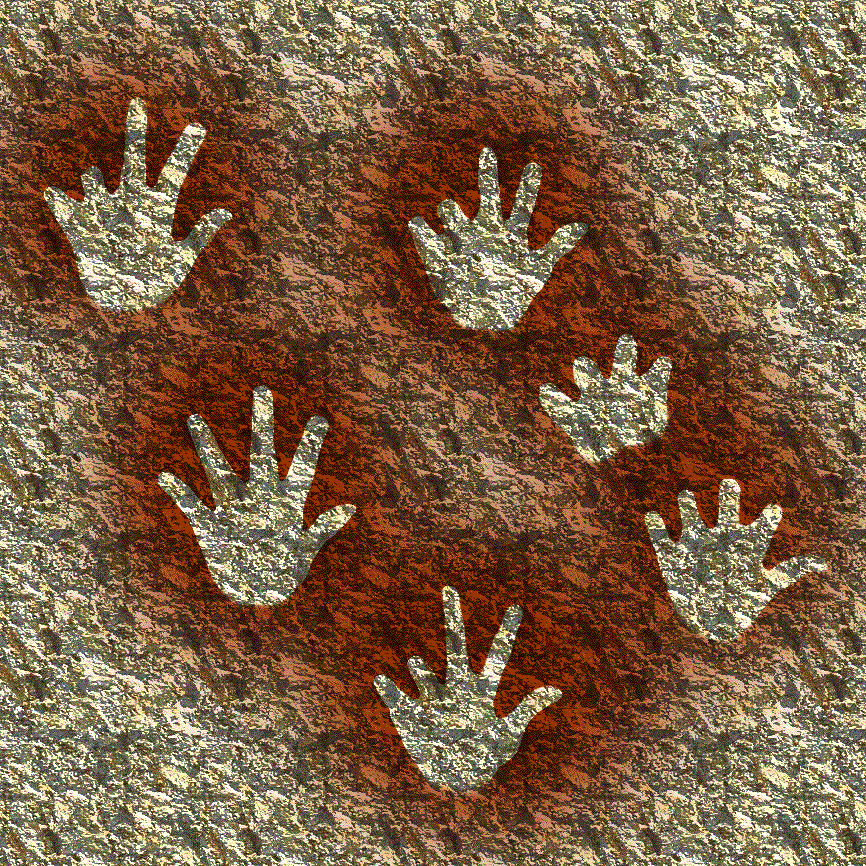
Handnegative in der Gragas-Höhle als Zeichen einer rituellen Präsenz und körperlichen Verbindung mit dem Jenseitigen, hinter den Höhlenwänden Liegenden (vergleiche Frankokantabrische Höhlenkunst).

Funktion religiöser Riten: Sie stehen innerhalb eines symbolischen Ausdrucks, durch den der Mensch einen Kontakt mit der transzendenten Realität sucht. Der Ritus setzt sich aus Technik und Symbolik zusammen. Die Technik besteht aus Gesten, Handlungen, verbalen Äußerungen usw.; sie hat die Aufgabe, einen Weg in die ontologische Realität zu öffnen, vom Sinnträger zum Sein.

Entwicklungsgeschichte:
- Die ersten Riten sind mittelpaläolithisch als Bestattungsriten in der Qafzeh-Höhle belegt oder doch zumindest wahrscheinlich.
- Im Jungpaläolithikum sind sie vor allem in der Frankokantabrischen Höhlenkunst nachweisbar. Trittspuren werden als Überbleibsel von Initiationsriten gedeutet, desgleichen Handnegative und Handpositive an den Wänden, ebenso allerdings seltene Mensch-Tier-Darstellungen, die verschiedentlich als Schamanen gedeutet werden.
- In der Jungsteinzeit finden sich in Valcamonica die ersten Adoranten mit betend zum Himmel aufgereckten Armen. Bei den Sumerern findet sich Entsprechendes. Seit dem 3. Jahrtausend weisen die mesopotamischen und ägyptischen Hochkulturen dann zahlreiche Belege etwa von Weiheriten auf.
- Bei den großen Religionen schließlich gibt es eine Vielfalt von Riten. Gleichzeitig mit den ersten Tempeln, Kultstätten und Altären sind geregelte Opferungen nachweisbar, als Zeichen zur Aufrechterhaltung einer privilegierten Beziehung zwischen Mensch und Göttern.

Im Gefolge dieser Ritualisierung des religiösen Lebens entstanden dann auch die ersten Institutionen.
- Vorbedingungen und Anfänge: Als primäre Voraussetzung der Entstehung des Homo religiosus gilt neben der Fähigkeit zu komplexeren Abstraktionen vor allem die Fähigkeit zur Lautsprache, wie sie paläoanthropologisch bereits für den Homo erectus vor spätesten 400.000 Jahren mit Sicherheit nachgewiesen werden kann (Form des knöchernen Gaumens, Zungenbein, Hirnschädelausgüsse), deren Entstehungsmechanismen aber bis heute nicht geklärt ist. Institutionsähnliche Organisationsformen, die zunächst rein sozialer Art waren (Familiengruppe, Horde), konnten sich nur über sprachliche Mittel zu der Flexibilität und Komplexität entwickeln, die für die Entstehung von religiösen Gedankensystemen und die daraus hervorgegangenen Institutionen unabdingbar sind. Sie führten aber noch nicht zur Bildung von auch nur rudimentären religiösen Institutionen, allenfalls zu sozial bestimmten gruppendynamischen Prozessen, die über die rein soziobiologischen des Tier-Mensch-Übergangsfeldes und des Vor- und Frühmenschen hinausgehen, allerdings die strukturellen Voraussetzungen für später nachweisbare religiöse Entwicklungen liefern.[30]
- Die ersten Nachweise für eine Existenz eigentlicher Systeme und Institutionen lassen sich erst aus der jungneolithischen Höhlenkunst mit Sicherheit ableiten, die nur im Zusammenhang mit einer sich differenzierenden Gesellschaft mit überregionaler Bedeutung möglich war, die zudem bereits arbeitsteilig und spezialisiert funktionierte, ein rudimentäres Ausbildungssystem besaß und über Riten verfügte, etwa Jagd- und Initiationszeremonien und damit vermutlich auch über Mythen, das belegt die überlieferte Höhlenkunst mit relativ großer Sicherheit. Die Struktur dieser frühest nachweisbaren Religiosität war vermutlich schamanisch.[31]
- Im Neolithikum finden sich schließlich schon sehr früh Belege, die auf die Existenz einfacherer religiöser Institutionen hinweisen, wie die Beispiele von Göbekli Tepe und später von Çatalhöyük und Jericho zeigen. Hier haben sich die Riten nun derart vervielfacht und wurden mit einem so reichen Symbolgehalt versehen, dass auf eine zunehmende Professionalisierung und Institutionalisierung des religiösen Verhaltens geschlossen werden kann. Auch das Auftreten der nur durch enorme kollektive Anstrengungen realisierbaren Megalithkultur in Europa und dem Vorderen Orient, die eine institutionalisierte religiöse und politische Führung voraussetzt, weist in diese Richtung.[32]

### Transzendentale Phänomene

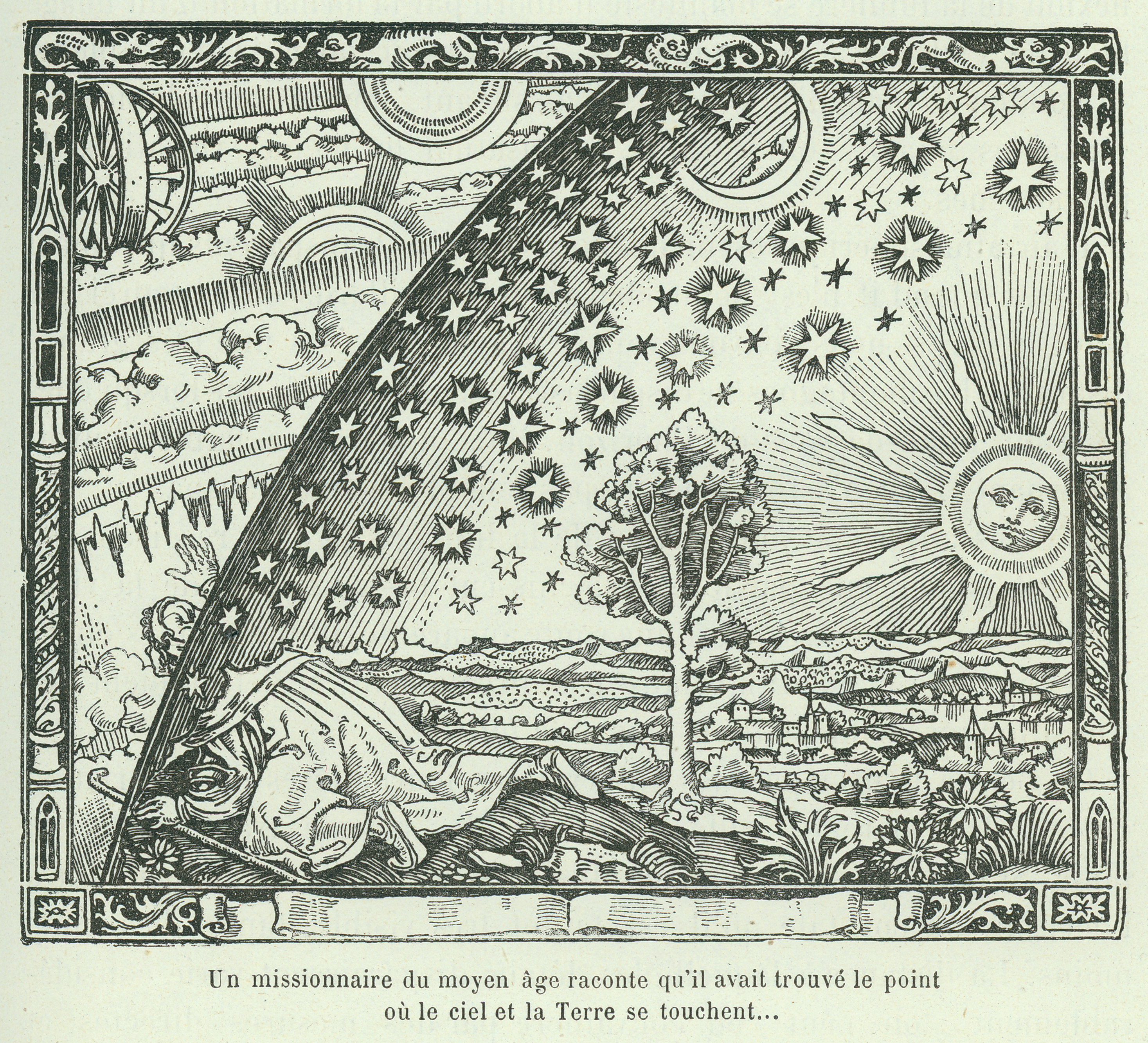
Camille Flammarion: L'Atmosphere: Météorologie Populaire (Paris, 1888). Der Holzschnitt zeigt symbolisch die Transzendenz des Menschen, der hier aus der irdischen Atmosphäre heraus blickt, um wie durch einen Vorhang das innere Wirkungsprinzip des Universums zu schauen.

Die Religionsanthropologie beschäftigt sich intensiv mit der Suche nach dem Ursprung der Transzendenz, die hier aber nicht wie etwa bei Platon, in der Scholastik oder bei Immanuel Kant und Heidegger philosophisch abstrakt zu verstehen ist, sondern anthropologisch-kognitiv. Untersucht wird neben ihrer potentiellen Entstehung auch der Umgang mit Phänomenen wie Symbol, Heiliges, Mythos usw., die mit ihr einhergehen und religionsanthropologisch von Interesse sind.
 Transzendenz in diesem Sinne ist somit die kognitive Fähigkeit zur Überschreitung der Seins- und Erfahrungsbereiche. Sie hat ihren Ursprung in der ontologischen Zweiteilung der Welt (Dualismus), die offenbar zwangsläufig entstand, als bei der Weltbetrachtung zwischen Verstandenem und Unverstandenem geschieden werden musste. Dabei entwickelte sich kognitiv wie real ein „logisch-ontologischer Bereich, der seine Geltung nicht aus der sinnlichen Erfahrungswelt bezog, ihr gegenüber also transzendent ist, andererseits aber zu ihr einen sinnstiftenden Bezug hat und insofern zugleich immanent ist, für sie seiend und aus ihr erkennbar oder erfahrbar, ohne von ihr zu sein“.

Die Werkzeugproduktion des frühesten Menschen (Homo habilis, Homo erectus) erforderte bereits diese Fähigkeit, ein bestimmtes abstraktes Ziel in die Form und damit Wirkung eines bestimmten Werkzeuges umzusetzen, also zu imaginieren wie es funktionieren würde/sollte. Dazu ist die Fähigkeit zur Symbolbildung erforderlich. Diese Fähigkeit wurde, so Ries, dann bald auch auf die nicht oder schlecht verstandenen Erscheinungen der Umgebung übertragen, also Himmel, Sterne, Mond, Sonne, Wetter, aber auch Wachsen und Sterben. Der frühe Mensch hat diese zentrale Fähigkeit jedoch nicht auf verstandesmäßigem Weg, sondern durch das Spiel seiner Vorstellungskraft entdeckt und dann nach und nach perfektioniert. Mythen, die ja komplexe Symbolsysteme darstellen, spielten damals vermutlich noch keine Rolle. Sie sind als Möglichkeit erst im Jungpaläolithikum und seiner Felskunst nachweisbar und treten zunächst wohl als Symbolismus der Himmelskuppel auf, die dem frühen Menschen seine erste Erfahrung des Heiligen ermöglichte. Laut Eliade bewirkte schon das einfache Betrachten des Himmelsgewölbes im Bewusstsein des archaischen Menschen eine Erfahrung des Heiligen, da die Höhe eine dem Menschen unzugängliche Dimension darstellt und die Gestirne dadurch den Nimbus des Unzugänglichen, Transzendenten erhielten, etwas, das unerreichbar, doch ungeheuer mächtig war.

Die Forschung hat hier vor allem vier Quellen:
1. Die Untersuchung der schriftlosen Völker durch Ethnologen und Anthropologen, die Belege für einen sehr alten Symbolismus der Himmelkuppel mit Astralmythen ergaben. Die Begriffe für Himmel und Gott sind bei diesen Völkern oft identisch.
2. Neolithische Felsgravuren und -malereien liefern reichliches Material etwa durch die Darstellung betender Menschen (Adoranten).
3. Die nun stark zunehmenden Riten des Neolithikums: Bestattungsriten sind jetzt ausgeprägt und weisen auf den Glauben an ein Leben nach dem Tode hin. Feuerrituale und andere Riten belegen Religiosität und das Bewusstsein einer Transzendenz.
4. Die Untersuchung der ersten großen Religionen in Ägypten und Mesopotamien, später auch der indoeuropäischen Völker. Auch bei ihnen ist der Symbolismus der Himmelskuppel von überragender Bedeutung. Tag- und Nachthimmel haben religiöse Funktion.

### Das Heilige

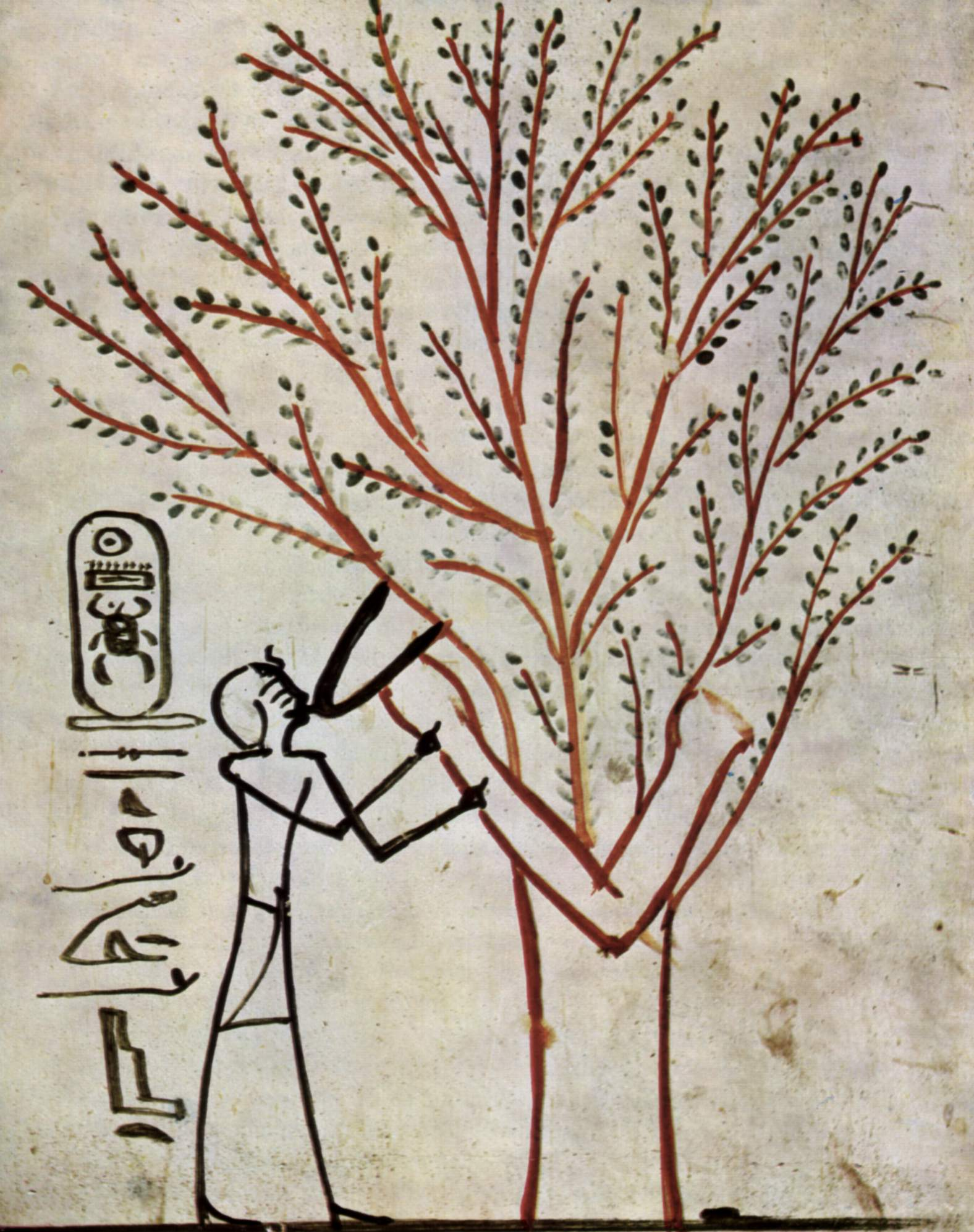
Grabkammer des Thutmosis III. in Theben-West: Der König wird vom Heiligen Baum gesäugt (um 1500–1450 v. Chr.). Der Baum hat einen
Arm, an dem sich der Pharao festhält, und bietet ihm gleichzeitig eine Brust, damit er sich von seinem Saft ernähren kann, den nur eine Gottheit zu spenden vermag.

Entstehung, Konstitution und Abgrenzung des Heiligen zum Profanen sind die hauptsächlichen religionsanthropologischen Untersuchungsgegenstände. Das Heilige manifestiert sich in Mythen, Tönen, Riten wie Initiationen, Opfer, Gebet oder Feiern, Menschen und natürlichen Objekten, Phänomenen (etwa Feuer, Blitze) und Abläufen (Jahreszeiten usw.) sowie natürlichen und künstlichen Orten (Tempel, Schreine usw.) und Bildern. Seine wichtigsten Repräsentanten sind Priester und Herrscher. Es erstreckt sich auf alle Lebensbereiche.

Hier sind zwei Begriffe und Konzepte von Bedeutung:
- Das Heilige oder Sakrale bzw. Numinose:[39] Es ist dies die menschliche Fähigkeit, das Göttliche zu erfassen. Die Etymologie von „sakral“ mit der Wurzel *sak- führt über das lateinische Verb sancire zur Bedeutung „Gültigkeit, Realität verleihen, etwas real werden lassen“. Damit ist die grundlegende Struktur der Dinge und Lebewesen gemeint. Es ist ein gleichzeitig metaphysischer wie theologischer Begriff, dessen religiöse und kulturelle Färbung bei den verschiedenen Völkern spezifisch ausfällt. Es manifestiert sich als Macht, die ganz anders ist als die Ordnung der Natur. Die universelle Erfahrung des Heiligen impliziert somit die Entdeckung einer absoluten Realität, die der Mensch als Transzendenz wahrnimmt. Seine Terminologie wurde allerdings erst von den Menschen der Hochkulturen geschaffen, doch ist es mit Sicherheit als Phänomen weit älter und steht am Anfang der inneren Erfahrung von Religion.[18] Die Erkenntnis des Heiligen verläuft dabei nach Rudolf Otto in vier emotional bestimmten Stufen:

1. Das Gefühl, ein Geschöpf zu sein.
2. Der Schrecken darüber (tremendum).
3. Das Gefühl des Mysteriums.
4. Die Faszination der Entdeckung (fascinans).[38]
Die Formen, in denen sich das Heilige manifestiert sind dabei sekundäre Ideogramme und lediglich Reaktionen auf das eigentliche, metaempirische Heilige.

- Die Hierophanie als Manifestation des Heiligen: Der Begriff wurde 1949 von Mircea Eliade geprägt, der hier eine andere Interpretation als Otto vertritt, und er nennt es „Aufscheinen des Heiligen im Profanen“. Das Heilige erscheint in der Welt der Phänomene und kann vom Menschen direkt wahrgenommen werden. Es ist das zentrale Element in der Welt der Religion. Dabei spielen vier Faktoren eine Rolle:

1. Der Gegenstand oder das Wesen, mit dessen Hilfe sich das Heilige manifestiert.
2. Die unsichtbare Realität, welche diese Welt transzendiert.
3. Das „ganz Andere“, „Göttliche“, „Numinose“.
4. Das zentrale vermittelnde Element, also das Wesen oder der Gegenstand, der die neue Dimension des Sakralen enthält. Beim Menschen kann das ein Priester, Prophet, Schamane oder Seher usw. sein. Ist es ein Ding, etwa ein heiliger Baum, bleibt dieser zwar ein Baum, doch hat sich die Beziehung des Homo religiosus zu ihm verändert.[18] Ob das Heilige universell als Kategorie vorkommt ist umstritten. Vor allem seine Erscheinungsform in den östlichen Religionen schafft hier Probleme, wenn man das Heilige als absolute Qualität deutet und nicht als spezielle Erscheinungsform des religiösen Bewusstseins.

Der Begriff des Heiligen ist allerdings nicht eindeutig definiert. Es gibt mehrere Varianten:
- Die Definition Ottos orientiert sich an christlich-jüdischen Prämissen und transzendental-philosophischen Ansätzen.
- Hingegen wertet die deutsche Religionsphänomenologie die Kategorie des Heiligen als nicht eigentlich definierbar und als „erlebnishafte Begegnung des Menschen mit heiliger Wirklichkeit“ (Gustav Mensching).
- Mircea Eliade hat dann in Fortführung der romantischen Offenbarungstheologie und mit Bezug auf Otto die Auffassung von der kontinuierlichen Offenbarung des Heiligen (Hierophanie) vertreten.
- Die empirisch orientierte Religionswissenschaft geht wiederum von der Beobachtung aus, dass Kulturen unterschiedliche Dinge oder Sachverhalte zu unterschiedlichen Zeiten als heilig einordnen.
- Émile Durkheim hat den Dualismus heilig vs. profan zur Grundstruktur der Religion erklärt, eine Dichotomie, die auch Begriffspaare wie rein/unrein oder den polynesischen Mana-Tabu-Komplex umfasst und die die Religionssoziologie dann aufgriff.
- Die Kulturanthropologie konnte allerdings nachweisen, dass diese oppositionelle Paarung so nicht ausreichend ist für die Erklärung von Religionen und dass der jeweilige kulturspezifische Zusammenhang ebenfalls berücksichtigt werden muss.
- Ken Wilber verweist in diesem Zusammenhang auf die menschliche Fähigkeit zur Ich-Transzendenz, die vor allem aus den mystisch geprägten östlichen Religionen, aber auch durch westliche Mystiker bekannt ist, wobei ein höherer Bewusstseinszustand erreicht wird, der auch die intensive Wahrnehmung des Heiligen, ja sogar sein Aufgehen in ihm beinhaltet.[41]
- Die moderne Neurotheologie und Neurophilosophie schließlich versucht, Gott und damit das Heilige in bestimmten höheren Hirnregionen zu lokalisieren, ohne allerdings die Frage zu beantworten, wie es dahin gekommen ist.[42]

### Theophanie und Institutionalisierung von Religion

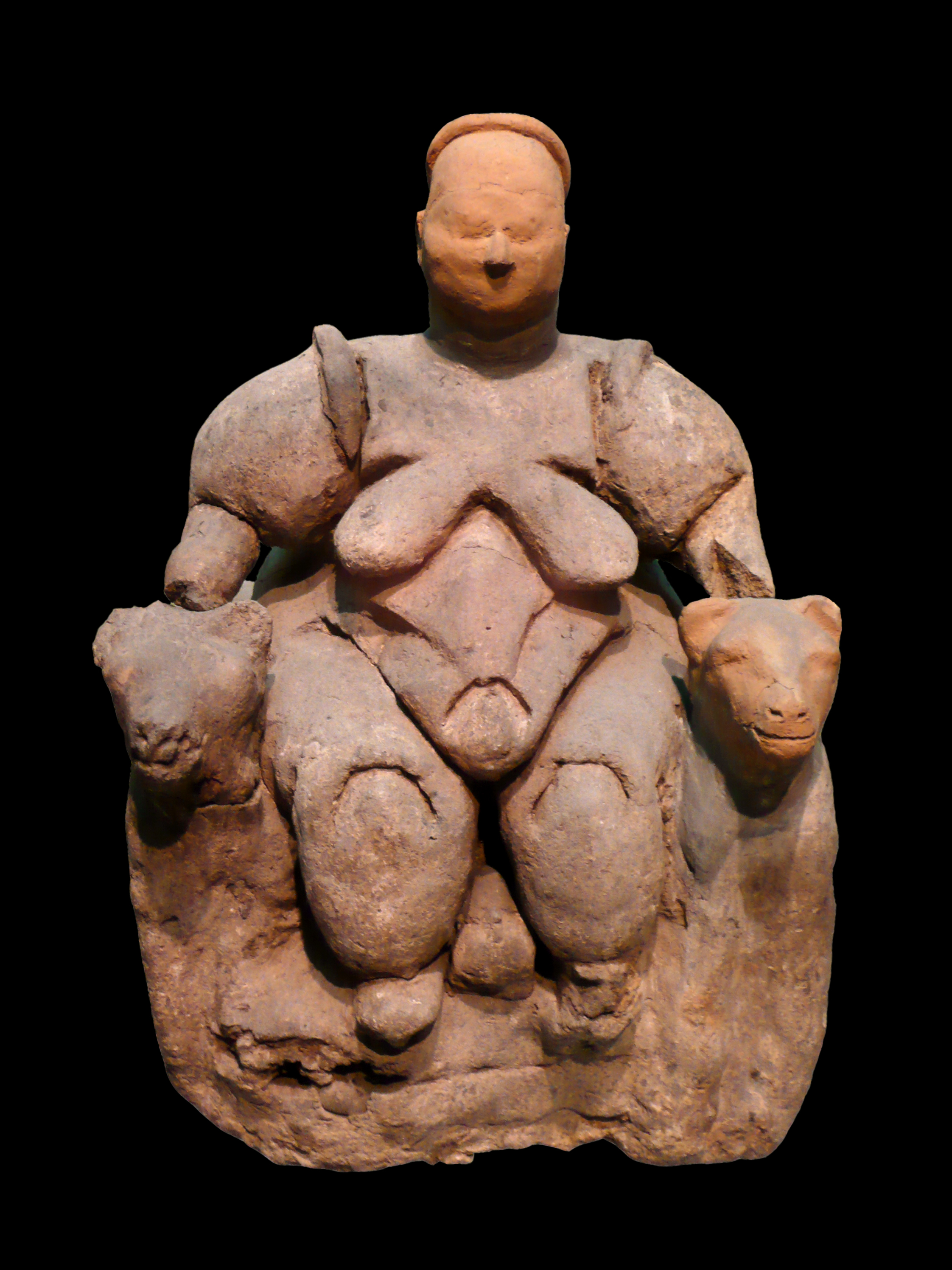
Archaische Muttergottheit aus Çatalhöyük. Sie wird von zwei Löwen flankiert. Neolithikum ca. 6000–5500 v. Chr.

Theophanie wird hier als kulturhistorischer Vorgang angesehen, obwohl sie gerne von den monotheistischen Religionen alleine beansprucht wird. Sie ist ein entscheidendes Verbindungsglied zur Institutionalisierung von Religionen, denn wo ein Gott „geschaut“ wird, entstehen nach und nach Spezialisten, die für sich eine besondere institutionelle Rolle in Anspruch nehmen, die nach und nach durch ökonomische und soziale Privilegien abgesichert wird.

Folgende Abläufe zeigen sich:
- Theophanie: Am Ende des Natoufien, am Vorabend der Entwicklung der Landwirtschaft, steht die „Geburt der Götter“, und Tiermythen werden offenbar nach und nach zu Agrarmythen transformiert oder durch sie ersetzt.[44] Die Frankokantabrische Höhlenkunst war nach den Felsbildern zu urteilen eine Tierkunst gewesen, Menschendarstellungen sind sowohl als Höhlenmalereien wie als Plastiken sehr selten.
Eine Übergangssituation stellen möglicherweise die Funde Südanatoliens etwa in Göbekli Tepe und Nevali Cori dar, wo zwar Heiligtümer und gelegentliche Bestattungen erkennbar sind, ein eindeutiger Beleg für anthropomorphe Götterstatuen aber fehlt (es sei denn, die sog. T-Pfeiler würden so interpretiert), auch wenn manche Forscher die Existenz von Göttervorstellungen bereits für jene ganz frühe neolithische Phases für möglich halten. Auch Kulte können zwar schon aus populationsdynamischen Gründen vermutet werden, sind aber nicht mit Sicherheit nachweisbar.[45]
Ab dem 8. Jahrtausend v. Chr. finden sich dann in Mesopotamien weibliche Figuren, die nun überall auftreten und immer häufiger werden, so dass manche Forscher (z. B. Marija Gimbutas) daraus schon den Schluss gezogen haben, es handle sich nicht nur um einen Kult neolithischer Göttinnen,[46] sondern um die Darstellung der „Großen orientalischen Göttin“, der Magna Mater, und die Trägerkulturen seien matriarchalisch bestimmt gewesen. Insgesamt fasst der Homo religiosus des Nahen Ostens das Göttliche nun als personal und transzendent auf.
Gegen 7000 v. Chr. gesellt sich dann eine zweite männliche Figur hinzu, aber erst im 6. Jahrtausend finden sich in Çatalhöyük eindeutige Zeichen dieser oft als Stier dargestellten männlichen Gottheit als Teil eines Pantheons.
- Endgültige Institutionalisierung: Vor allem die Sesshaftwerdung zusammen mit einem stark an Vegetationsrhythmen orientierten Weltbild boten die Voraussetzungen für die Entstehung immer differenzierterer, zunächst lokaler, Religionssysteme, die nun auch zu einer Professionalisierung der Akteure und einer Etablierung fester Heiligtümer führte, die weit über die von ganz anderen Kriterien bestimmte Rolle des Schamanen im Jungpaläolithikum hinausging. Religionsanthropologisch wird hier nach dem Grund gefragt, warum die damaligen Menschen sich diese immer stärkeren Machtansprüche nicht nur gefallen ließen, sondern sie auch entwickelten. Diese Ansprüche waren zudem nicht nur auf das Diesseits bezogen, das war z. B. wegen des Schutzes der Menschen, Felder, Herden, Häuser, Gerätschaften und Vorräte etc. etwa vor marodierenden Nomaden nachvollziehbar. Sie waren auch metaphysisch begründet und reichten teilweise mit Etablierung eines späteren Totengerichtes vor allem in Hochkulturen bis über den Tod hinaus, der nun ebenfalls einen neuen Stellenwert erhielt, in vegetationsmythische Zusammenhänge mit einbezogen wurde und dadurch zudem eine starke erdhaft chthonische Komponente erhielt (Unterwelt). Dass immer stärker geschichtete, nicht mehr egalitäre Gesellschaften solche Verhaltensweisen fördern oder gar erzwingen, gilt als wahrscheinlich, dass es dabei zu einer immer stärkeren Instrumentalisierung der Furcht vor dem Heiligen kommt, die nach Otto ja essentiell ist (s. o.), ebenso.

### Entstehung des religiösen Bewusstseins und desHomo religiosus
Dabei ergeben sich sechs Etappen:
- Als 1. Etappe gilt die Entdeckung der Transzendenz: Die Vorstellungswelt des frühen Menschen, der sich einen als Kultur zu bezeichnenden Lebensraum schuf, seine Umwelt zu verstehen suchte und dabei Fragen nach dem eigenen Schicksal stellte, schöpfte nach Ries aus 5 Symbolen, mit denen sich bei ihm die erste Erfahrung des Heiligen in Gestalt der von Eliade so genannten Hierophanie verbindet, und sie hat die Ausbildung einer ersten, noch unvollständigen Kultur zur Folge. Diese Grundsymbole waren:

1. das Himmelgewölbe bei Tag und Nacht,
2. die Sonne und ihr Lauf,
3. der Mond und seine Veränderlichkeit und die Sterne und ihre Bahnen,
4. die Symbole von Erde und Fruchtbarkeit,
5. die Symbole der Umwelt wie Wetter, Wasser, Berge, Bäume etc.

- Die 2. Etappe ergab sich durch das Nachdenken über den Tod, damit aber auch über das Geheimnis des Lebens nach dem Tod. Sie zeigen Gefühle des Miterlebens und der Zuneigung insbesondere durch Grabbeigaben und Manipulationen am und Schutzmaßnahmen für den Leichnam. Direkte Schlüsse über die Haltung zum Leben nach dem Tode können hier jedoch noch nicht sicher gezogen werden. Jedoch kann man auf ein Wachstum des Bewusstseins in diesem Zusammenhang schließen, das sich beim darauf folgenden Homo sapiens sapiens noch verstärkt haben müsste. Solche Bestattungsriten sind jedenfalls bis ins Jungpaläolithikum eindeutig nachweisbar. Sie gelten als relativ sicherer Nachweis der stark zunehmenden Fähigkeit zur Transzendenz.
- Die 3. Etappe ist durch das Auftreten der Frankokantabrischen Höhlenkunst gekennzeichnet, deren Kernbereich sich über 20.000 Jahre erstreckt. Mythogramme sind ihr besonderes Kennzeichen. Obwohl man ihre genauen Inhalte nicht mehr erschließen kann, sind sie doch zusammen mit der reichen Bildsymbolik ein Merkmal, das auf das Vorhandensein von Mythen hinweist, die wiederum ihren praktischen Niederschlag in Riten, seien es nun Initiations- oder Jagdriten, fanden. Erstmal gibt es damit heilige Geschichten, die im Clan tradiert werden. Das religiöse Bewusstsein hat sich damit auf individueller wie auf immer breiterer kollektiver Basis stark erweitert, zumal man hier bereits von der Existenz zentraler, überregionaler Höhlenheiligtümer ausgeht, die nicht mehr Wohnort, sondern nur noch Heiligtum waren.
- Die 4. Etappe setzt mit dem Übergang zum frühen Neolithikums ein, das in Palästina epipaläolithisch als Übergangskultur des Natufien auftritt. Erste Darstellungen der Gottheit finden sich nun, zunächst meist nur weibliche, später als männliches Göttersymbol auch der Stier. Der französische Frühgeschichtler Jacques Cauvin wies bereits 1987 darauf hin,[48] dass es sich dabei nicht bloß um eine einfache Form der Transzendenz und des Göttlichen handelt, sondern um dessen symbolische Umsetzung und Darstellung. Erstmals manifestiert sich damit sichtbar die Beziehung des Menschen zur Gottheit, die eine völlig neue Qualität im Bewusstsein des Homo religiosus darstellt; und entsprechend treten nun auch erstmals Menschen in Gebetshaltung mit gegen den Himmel gestreckten Armen auf (sog. Adorantenhaltung), ein absolutes Novum.
- Die 5. Etappe beinhaltet die Personifizierung des Göttlichen und dessen symbolische Darstellung durch Statuen, wobei in der Folge Tempel und Heiligtümer entstehen, wo die Begegnung mit den Göttern stattfinden kann. Dies ist vor allem in den frühen Hochkulturen wie in Ägypten und Mesopotamien der Fall. Es entstehen Priesterkasten. Der Tempel ist die Wohnung der Gottheit, wo ihr umfangreiche Opfer dargebracht werden. Gebetstexte werden niedergelegt, heilige Texte entstehen. Der menschliche Bereich isoliert sich damit aber auch gleichzeitig vom heiligen. Eine Distanzierung wird wahrnehmbar, wie sie bereits Jensen für den Wandel vom Ahnenkult zum Polytheismus postuliert[49], und die in späteren griechischen und römischen Kulturen sogar im Rahmen einer Säkularisierung zu einer gewissen Götterverachtung führt.
- Die 6. Etappe zeigt nach Ries, der hier allerdings den katholischen Priester nicht verleugnen kann, mit dem Wachstum der großen monotheistischen Religionen schließlich die Entdeckung eines einzelnen allmächtigen personalen Wesens und Weltenschöpfers, das sich offenbart, sich direkt und fordernd in das Leben seiner Gläubigen einmischt, Unterwerfung verlangt und Boten wie die alttestamentlichen Propheten, Christus und Mohammed aussendet. Damit ist aber auch die Phase der christlichen Theophanie erreicht, die sich von der früherer und anderer Religionen durch einen elementaren Absolutheitsanspruch unterscheidet.

## Kurze Forschungsgeschichte
Das Fach Religionsanthropologie hat sich inzwischen als Subdisziplin der Religionswissenschaft weitgehend an den Universitäten etabliert, an denen diese gelehrt wird. Anthropologische Ansätze hat es jedoch im Bereich der Religionswissenschaft schon vor der Begründung des Faches durch Julien Ries und andere Ende der 1980er Jahre bereits im 19. Jahrhundert gegeben. Sie blieben jedoch in Ermangelung belastbarer archäologischer und ethnologischer Befunde und des vergleichsweise niedrigen Niveaus der entsprechenden wissenschaftlichen Techniken weitgehend spekulativ, waren philosophisch-phänomenologisch geprägt und evolutionsbiologisch orientiert. Sie waren zunächst eher ein Seitenthema anderer hermeneutischer Vorgehensweisen mit schwierigen Abgrenzungen zur Religionssoziologie und Religionsethnologie. Dennoch war man sich schon bald im Klaren darüber, dass die Anthropologie Wesentliches zur Religionswissenschaft würde beitragen können.
Geistesgeschichtliches Vorfeld: Der frühneuzeitliche Humanismus im Verein mit der Entdeckung der Neuen Welt hatte die ersten Impulse gesetzt, sich mit anderen und früheren Phasen der Religion zu beschäftigen, und man fing nun verstärkt an, Informationen zu sammeln. Das Zeitalter der Aufklärung schließlich begann sich dann auch theoretisch mit ihr auseinanderzusetzen. Charles de Brosses begründete damals 1760 mit dem Konzept des Fetischismus die Religionsethnologie, und Giambattista Vico verfasste eine erste Hermeneutik der Mythen, Kulturen und Zivilisationen. Jean Jacques Rousseau und der Sturm und Drang wandten sich gegen die Aufklärung und sahen in der Religion den Abglanz der Sprache der Natur, ein Weg, der letztlich in die Romantik eines Johann Gottfried Herder und Joseph Görres führte, zu dem die Religionsphilosophie Friedrich Schleiermachers um die Wende zum 19. Jahrhundert nicht wenig beitrug. Die Entdeckung alter religiöser Manuskripte des indischen Bereiches begründete die Indologie und führten zu neuen Erkenntnissen über den Buddhismus. Die Entzifferung der Hieroglyphen durch Jean-François Champollion 1816 ermöglichte den Blick auf die altägyptische Kultur so wie bereits 1802 die Entzifferung der Keilschrift durch Georg Friedrich Grotefend die Kulturen des Zweistromlandes zu „sprechen“ anfingen und etwa die Sintflutsage mit der Geschichte Noah-Utnapischtims im Original zugänglich machten. Auch die bisher vor allem unter dem Aspekt der Schatzgräberei betriebene Archäologie begann nun systematischer zu forschen, etwa in Mesopotamien und Ägypten, wo insbesondere Kaiser Napoleon mit seinem Ägyptenfeldzug 1798–1801 eine Schlüsselrolle einnimmt. Auguste Comte wiederum, der Begründer des Positivismus, übernahm von Brosses die Fetischismustheorie.
Frühe Phase: Im Gefolge der kolonialistischen Expansion und der verstärkten missionarischen Tätigkeit der Kirchen entdeckte Europa im 19. Jahrhundert einen großen Teil des religiösen Erbes der Menschheit wieder. Nachdem insbesondere die Romantik das Interesse an fremden Völkern und alten Zeiten geweckt hatte, aber auch unter dem Einfluss des Positivismus beginnt die seriöse, religionsanthropologische Forschung wohl mit Friedrich Max Müller, dem Begründer einer ersten echten vergleichenden Religionswissenschaft. Er vertrat die Ansicht, die Menschen hätten schon immer das Göttliche geahnt und ausgehend von Naturphänomenen eine Vorstellung vom Unendlichen gehabt. Lucien Lévy-Bruhl wandte sich der Bedeutung der Symbole zu und versuchte, auf dieser Basis die religiöse Erfahrung der „primitiven Völker“ zu verstehen, denen er ein „prälogisches Bewusstsein“ zuschrieb, allerdings als positivistischer Denker im Grunde jede Religion als Aberglauben ansah. Schon der Begriff der „primitiven Völker“, der übrigens bis weit ins 20. Jahrhundert in der Literatur immer wieder auftaucht (etwa bei S. A. Tokarew, der auch von „zurückgebliebenen Völkern“ spricht), zeigt allerdings die damals weit verbreitete Perspektive des Eurozentrismus, so dass solche Forschungen zumindest teilweise als ideologisch eingefärbt angesehen werden müssen, wie dies vor allem im 19., aber auch 20. Jahrhundert, wenn auch unter dann anderen ideologischen Auspizien, nicht selten vorkam.
Ethnologie, Psychologie: Die Begriffe Mana, Totem und Tabu begannen insbesondere die Ethnologen ebenfalls zu interessieren. Vor allem Émile Durkheim ist hier zu nennen, der im Totemismus den Ursprung der Religionen vermutete. Marcel Mauss, Durkheims Schüler, befasste sich vorwiegend mit der sozialen Funktion des Sakralen und weitete die totemistische Auffassung auf alle Religionen aus, einschließlich der Buchreligionen. Unter dem Einfluss des Begründers der Völkerpsychologie Wilhelm Wundt und von James George Frazer schlug Sigmund Freud eine psychologisierende Richtung ein, und glaubte, im Tabu eine Analogie zur Zwangsneurose zu entdecken. Ähnliches gilt für C. G. Jung mit seinem auch religionsanthropologisch wesentlichen Konzept des Archetypus, das bis heute Mythenforscher beeinflusst.
Die evolutionistische Richtung wurde unter dem Einfluss der Theorien Charles Darwins, aber auch des Materialismus eines Karl Marx gegen Ende des 19. Jahrhunderts besonders bedeutsam und überlagerte teilweise andere Ansätze stark. Als einer ihrer ersten Vertreter gilt John Lubbock; in Deutschland entwarf der Theologe und Philosoph Rudolf Otto ein ebenfalls in die evolutionistische Richtung weisendes Konzept, das Gottes einzigartige Heiligkeit von dessen ethischen Qualitäten unterschied. Hauptvertreter sind jedoch Herbert Spencer, nach dem der Ahnenkult die Wurzel jeglicher Religion bildete, E. B. Tylor, der Begründer der britischen Anthropologie, mit der bereits bei Spencer auftauchenden Idee des Transformismus, der eine direkte Linie vom Animismus bis zum Monotheismus zieht. Auch Wundt, Durkheim und Mauss schufen ihr gesamtes Werk auf dieser evolutionistischen Grundlage, die das Schema der Evolution auf die Religion anwandte und jegliches Übernatürliche ausschloss. Einen gewissen Übergang bildet dabei das Werk von Robert Ranulph Marett, der zwar dem Evolutionismus anhing, jedoch zwischen einem biologischen und einem philosophischen Evolutionismus unterschied und den Begriff Animatismus prägte.
Materialismus, Empirismus, Funktionalismus: Die sich auf Hegels Werk beziehende materialistische Philosophie von Karl Marx wies einen anderen Weg, der vor allem den Evolutionismus förderte, aber bis gegen Ende des 20. Jahrhunderts in seiner materialistischen Komponente auch von sowjetischen Autoren wie S. A. Tokarew beschritten wurde. Die nun verstärkt einsetzende anthropologische und ethnologische Feldforschung trug zudem neues Material aus schriftlosen Kulturen bei und erlaubte fundiertere, sachlich gestützte Aussagen, die sich von ideologischen Grundströmungen ihrer Zeit abhoben. In diesen Zusammenhang gehört etwa die Migrationstheorie Friedrich Ratzels und die Kulturkreistheorie von Leo Frobenius. Andrew Lang, der die Theorie des „Urmonotheismus“ entwickelte, und Wilhelm Schmidt, der dieselbe Idee verfolgte, wandten sich am Ende des 19. Jahrhunderts schließlich völlig vom Evolutionismus ab, und insgesamt setzte sich nun die Vorstellung durch, der Glaube an ein höchstes Wesen stehe am Anfang des religiösen Denkens vieler archaischer Völker. Aus diesen religionsethnologischen Zusammenhängen heraus entwickelte sich nun die Religionsgeschichte als Wissenschaft.

Verstärkt hielt nun auch ein Funktionalismus Einzug in die Religionswissenschaft, wie er bereits durch die Forschungen über Totemismus und Fetischismus etwa bei Durkheim sowie durch Freud vorgeprägt war. Zudem spielten nun die Verbindungen zwischen Mythen und Ritual eine verstärkte Rolle, etwa bei Bronislaw Malinowski. Mythen waren auch hauptsächlicher Forschungsgegenstand von Claude Lévi-Strauss, der einem eher formalen Strukturalismus anhing und daher von modernen Anthropologen eher skeptisch betrachtet wird. Die eher abseitige Theorie des Panbabylonismus unterstellte Ende des 19. Jahrhunderts, das astrale Weltbild Mesopotamiens habe alle Religionen geprägt.
Mit fortschreitender Erforschung der prähistorischen Kunst, insbesondere der Frankokantabrischen Höhlenkunst durch Henri Breuil, André Leroi-Gourhan, A. Laming-Emperaire, Emmanuel Anati und Denis Vialou bot sich eine weitere Möglichkeit, schon sehr frühe religiöse Äußerungen des Menschen auch anthropologisch und kulturell einzuordnen. Ähnliches gilt für die grabungstechnisch stets verfeinerten Befunde der Archäologie, die etwa über Bestattungen Rückschlüsse auf religiöse Vorstellungen zulassen.
Religionsanthropologie: Diese divergierenden Strömungen innerhalb der Religionswissenschaft zeigten jedoch immer mehr die Bedeutung einer anthropologisch definierten Annäherung an religiös definierte Konzepte wie das Heilige, Transzendenz, Symbol, Mythos u. a., die über rein religionsphänomenologische Betrachtungen hinausging und ihr Zentrum im Menschen selbst suchte. Bereits Mircea Eliade hatte ab Mitte des letzten Jahrhunderts im Laufe seiner Forschungen zum Schamanismus begonnen, diesen Weg zu gehen, der schließlich parallel zur Religionsphänomenologie zu der von Ries maßgeblich mitbegründeten Religionsanthropologie führte.